# Huttoniidae
Huttoniidae é uma família de aranhas araneomorfas, com um só género e Huttonia palpimanoides como única espécie. A família é parte da superfamília Palpimanoidea. A aranhas desta família produzem seda não cribelada.

## Sistemática
A família foi separada da família Zodariidae em 1984. Fósseis deste táxon foram encontrado em âmbar do Cretáceo (Canadá), o que alarga a idade geológica conhecida da família em cerca de 80 milhões de anos, o que confirma a teoria de que Huttonia palpimanoides é uma espécie relíquia exterior. Estão, provavelmente, estreitament relacionadas com as Spatiatoridae, uma família de aranhas fósseis.
Huttonia palpimanoides é endémica na Nova Zelândia. Apesar des estar apenas validamente descrita uma espécie, existem pelo menos outras 20 espécies não descritas, todas da Nova Zelândia.